# LS telcom
Die LS telcom AG ist ein deutsches Dienstleistungsunternehmen im Bereich der Informations- und Kommunikationstechnik mit Sitz in Lichtenau (Baden) und zahlreichen Niederlassungen. Kerngeschäft des Unternehmens ist die Entwicklung, Implementierung, Vertrieb und Installation von Hard- und Softwarelösungen auf dem Gebiet der drahtlosen und leitungsgebundenen Telekommunikation.

## Geschichte

### Die Gründerjahre: 1991–2000
Die Wurzeln des Unternehmens gehen zurück auf die L&S Hochfrequenztechnik, die am 7. Januar 1992 von Manfred Lebherz und Georg Schöne, gegründet wurde. Bereits 1991 wurde im Auftrag der Landesanstalt für Kommunikation Baden-Württemberg für den Fernmeldeturm Grünwettersbach eine neue TV-Frequenz eingerichtet. 1995 wurde mit SPECTRA erstmals eine spezielle Oracle-basierte Spektrum-Management-Systemlösung für Regulierungsbehörden entwickelt. Jeweils am 1. Januar wurden mit der Gründung der Büros in Südafrika (1999) und Ungarn (2000) die Weichen Richtung Internationalisierung gestellt.
L&S Hochfrequenztechnik und die am 1. Januar 1997 gegründete L&S Radio Communication, die geschäftsführend vom heutigen dritten Vorstand, Roland Götz, von 1998 bis 2000 geführt wurde, wurden am 10. August 2000 zur LS telcom AG verschmolzen.

### Seit dem Börsengang 2001
Am 15. März 2001 erfolgte der Börsengang am Neuen Markt der Frankfurter Wertpapierbörse. Die Aktie wird im General Standard gehandelt und ist im CDAX enthalten. Mit dem Ausscheiden des Mitgründers Manfred Lebherz Ende September 2021 stieg ein Investor ein, der 18,37 % der Anteile an der Aktiengesellschaft hält.
Am 1. Januar 2006 wurde das Spektrum-Management von CTS International SA in Frankreich akquiriert und damit die französische Dependance gegründet. In den Folgejahren erfolgte dies in Maskat, Suzhou, Annapolis, Dubai, Buenos Aires, London und Sydney.

## Beteiligungen
Stand: 30. September 2019
| Firma                                                      | Beteiligung | Land                         |
| ---------------------------------------------------------- | ----------- | ---------------------------- |
| LS telcom Limited                                          | 100 %       | Kanada                       |
| LS telcom SAS                                              | 100 %       | Frankreich                   |
| LS telcom Inc.                                             | 100 %       | USA                          |
| RadioSoft Inc.                                             | 100 %       | USA                          |
| LS telcom UK Ltd.                                          | 100 %       | Vereinigtes Königreich       |
| LS telcom Australia Pty Ltd                                | 100 %       | Australien                   |
| Colibrex GmbH                                              | 100 %       | Deutschland                  |
| Vision2Comm GmbH                                           | 100 %       | Deutschland                  |
| LS of South Africa Radio Communication Services (Pty) Ltd. | 51 %        | Südafrika                    |
| LS telcom AG & FSP-services GmbH                           | 50 %        | Deutschland                  |
| LST Middle East FZ-LLC                                     | 49 %        | Vereinigte Arabische Emirate |
| NG Networks Co., Ltd.                                      | 40 %        | China                        |

## Produkte und Lösungen

### Spektrum Management System
Die Spektrum-Management-Systemlösung SPECTRA bedient alle administrativen und technischen Prozesse des Frequenzmanagements. Das System basiert auf vollautomatisierten Arbeitsabläufen, mit denen das administrative Arbeitsgebiet von Regulierungsbehörden inklusive der Lizenzvergabe, Rechnungserstellung und Beschwerdemanagement softwarebasiert abgewickelt werden kann. Die Software muss lokalisiert werden, über interne Schnittstellen wie Berechnungsprogramme und Frequenzplan sowie externe, offene Schnittstellen zur Internationalen Fernmeldeunion verfügen.
Viele staatliche Regulierungsbehörden nutzen das System, beispielsweise ACMA (Australien), ANACOM (Portugal), EETT (Griechenland), NMHH (Ungarn) und die Bundesnetzagentur.

### Spektrum Monitoring
LS telcom bietet Hardware, Software und Expertise in der Frequenzüberwachung – auch in enger Kooperation mit Rohde & Schwarz und Partnern.

#### LS OBSERVER
Das System zur automatisierten Spektrumüberwachung sowie zur Peilung und Geo-Lokalisierung nutzt zentral gesteuerte Hardware zur kontinuierlichen Fernüberwachung des relevanten HF-Spektrums. Das System ist in der Lage, Anomalien im Spektrum, wie Interferenzen oder verdächtige Sender, automatisch zu erkennen, indem es das live gemessene Spektrum mit einer zugrunde liegenden Datenbank bekannter Sender vergleicht. Die Einheiten sind für verschiedene Anwendungen erhältlich, von Festinstallationen über (trans-)portable und tragbare Geräte bis hin zu drohnengestützten Systemen.
Das System wird beispielsweise in Liberia (im Rahmen eines USAID-Projektes), im Mittleren Osten und Malaysia eingesetzt.